# Zhang Song
 (mai 2021).
Si vous disposez d'ouvrages ou d'articles de référence ou si vous connaissez des sites web de qualité traitant du thème abordé ici, merci de compléter l'article en donnant les références utiles à sa vérifiabilité et en les liant à la section « Notes et références ».
Zhang Song (? - janvier 213) est un conseiller du chef de guerre Liu Zhang. Il a tracé la voie pour enlever son maître au pouvoir et le remplacer par Liu Bei. Zhang Song a été envoyé par Liu Zhang comme émissaire pour prêter serment d'allégeance à Cao Cao. Cependant, il a été reçu froidement par Cao Cao et s'est mis en colère. Quand il est retourné à la province Yi, il a suggéré à Liu Zhang de rompre ses relations diplomatiques avec Cao Cao. Zhang Song et son ami proche Fa Zheng ont commencé à comploter pour éliminer Liu Zhang du pouvoir et le remplacer par Liu Bei. Toutefois, le complot a été divulgué lorsque le frère de Zhang Song, Zhang Su trouva une lettre égarée, il le trahi et le dit à Liu Zhang. Liu Zhang furieux fait exécuter Zhang Song et sa famille sur la place du marché.